# دراغون بول جي تي
دراغون بول جي تي (باليابانية: ドラゴンボールGT وبالإنجليزية: Dragon Ball GT) هو أنمي ياباني يُصنف كتكملة لدراغون بول.
يبدأ المسلسل باستعادة بيلاف لكرات التنين من قصر كامي، ولكنه يفاجأ بغوكو، فيتمنى عن طريق الخطأ أن يعود غوكو صغيرًا، وهذا ما يحدث، ثم تنتشر الكرات ذات النجوم السوداء في الكون، ويكون واجبًا على غوكو استعادها قبل مرور عام من تلك الحادثة وإلا فإن الأرض ستتدمر وفي هذا الجزء سيواجه غوكو أعداء أقوياء جدًا يختلفون عن أي عدو واجهه في السابق ولكن غوكو سيزداد قوة ليس هو فحسب بل جميع أصدِقائه حيث سيصل إلى تطوره الجديد السوبر سايان الرابع عندما يواجة بيبي فيجيتا وسيواجة سوبر 17 لكن هذين ليسا سوى تافهين مقارنة مع آخر عدو في دراغون بول وهو شين شينرون الذي استطاع غوكو هزمته ولكنه لم يقض عليه إلا أنه ابتلع كرات دراغون بول وأصبح اوميغا شينرون ولكن سيأتي فيجيتا وغوهان وغوتين وترانكس ليساعدوا غوكو مع هذا لن يستطيعوا هزيمة اوميغا لكن فيجيتا سيصل إلى تطوره الرابع وهذا ليس كافيا لهزيمة أوميغا وفي لحظة وجدت بارقة أمل حيث طلب فيجيتا الإندماج مع غوكو وقال غوكو سيكون هذا مميزًا وبالفعل كان هذا مميزًا وُمدهشًا حيث أصبحا مقاتلًا واحدًا اسمه غوجيتا سوبر سايان الرابع، الذي ارتعش اوميغا منه هو أن السايانز اللذين أصبحا مقاتلًا واحدًا استطاع من أول النزال ضربه بعينيه فقط.

## روابط خارجية
- دراغون بول جي تي على موقع IMDb (الإنجليزية)
- دراغون بول جي تي على موقع روتن توميتوز (الإنجليزية)
- دراغون بول جي تي على موقع فيلمافينيتي (الإسبانية)
- دراغون بول جي تي على موقع كينوبويسك (الروسية)
- دراغون بول جي تي على موقع ألو سيني (الفرنسية)
- دراغون بول جي تي على موقع قاعدة بيانات الفيلم (الإنجليزية)
- دراغون بول جي تي على موقع ANN anime (الإنجليزية)